# Хронологија ДФЈ и КПЈ јун 1945.
Хронолошки преглед важнијих догађаја везаних за друштвено-политичка дешавања у Демократској Федеративној Југославији (ДФЈ) и деловање Комунистичке партије Југославије (КПЈ), као и општа политичка, друштвена, спортска и културна дешавања која су се догодила у току јуна месеца 1945. године.
| ← мај | ← мај | ← мај | ← мај | ← мај | ← мај | ← мај | ← мај | Хронологија ДФЈ и КПЈ током 1945. године | Хронологија ДФЈ и КПЈ током 1945. године | Хронологија ДФЈ и КПЈ током 1945. године | Хронологија ДФЈ и КПЈ током 1945. године | Хронологија ДФЈ и КПЈ током 1945. године | Хронологија ДФЈ и КПЈ током 1945. године | Хронологија ДФЈ и КПЈ током 1945. године | Хронологија ДФЈ и КПЈ током 1945. године | Хронологија ДФЈ и КПЈ током 1945. године | Хронологија ДФЈ и КПЈ током 1945. године | Хронологија ДФЈ и КПЈ током 1945. године | Хронологија ДФЈ и КПЈ током 1945. године | Хронологија ДФЈ и КПЈ током 1945. године | Хронологија ДФЈ и КПЈ током 1945. године | Хронологија ДФЈ и КПЈ током 1945. године | јул → | јул → | јул → | јул → | јул → | јул → | јул → |
| 1     | 2     | 3     | 4     | 5     | 6     | 7     | 8     | 9                                        | 10                                       | 11                                       | 12                                       | 13                                       | 14                                       | 15                                       | 16                                       | 17                                       | 18                                       | 19                                       | 20                                       | 21                                       | 22                                       | 23                                       | 24    | 25    | 26    | 27    | 28    | 29    | 30    |

### 6. јун
- У Загребу пресудом Војног суда Друге армије ЈА због велеиздаје и ратног злочина осуђени на смрт — др Миле Будак (1889—1945), један од оснивача Усташког покрета и бивши министар иностраних послова НДХ; Јурај Рукавина (1898—1945), бивши вођа Велебитског устанка (1932) и пуковник Усташке војнице; др Никола Мандић (1869—1945), бивши председник Владе НДХ и још тројица високих усташких функционера, међу којима су били — др Павао Цанки, Никола Стеинфелд и Иван Вигњевић. Смртна казна над овим лицима извршена је сутрадан 7. јуна.[1][2]

### 7. јун
- Председништво АВНОЈ-а, на предлог Привремене владе ДФЈ, донело Закон о оснивању Фонда за обнову земље и помоћ пострадалим крајевима. Овај фонд обезбеђивао је средства за финансирање обнове и у њега су сливани приходи од продаје робе набављене од администрације УНРЕ, ратне добити и др. Радом овог фонда руководио је Привредни савет, а по одобрењу Привремене владе ДФЈ.[1]

### 9. јун
- У Београду потписан тзв. „Други београдски споразум“ између представника Уједињеног Краљевства и САД, с једне и Југославије, с друге стране, којим је Јулијска крајина подељена на две окупационе зоне — „А“ и „Б“, које су одвојене „Моргановом линијом“. Зона „А“ стављена је под савезничку војну управу, а зона „Б“ припала је југословенској војној управи.[3]
- Председништво АВНОЈ-а донело је Закон о конфискацији имовине и Закон о извршењу конфискације, који су прецизирали раније донете одлуке Председништва АВНОЈ-а од 21. новембра 1944. године, на основу које је целокупна имовина Трећег рајха и лица немачке народности, затим имовина свих ратних злочинаца и њихових сарадника проглашена народном имовином.[3]
- Председништво АВНОЈ-а донело Закон о орденима и медаљама Демократске Федеративне Југославије којим су потврђена сва одликовања (Орден народног хероја, Орден народног ослобођења, Орден партизанске звезде у три реда, Орден братства и јединства, Орден за храброст и Медаља за храброст) која је 15. августа 1943. установио Врховни штаб НОВ и ПОЈ, с тим што је Орден братства и јединства добио два реда, док је Орден рада, који је установљен 1. маја 1945, добио три реда. Овим законом уведена су и нова одликовања — Орден слободе, Орден заслуга за народ (у три реда) и Медаља заслуга за народ.[3]

### 15. јун
- Пуштена у рад обновљена железничка пруга Београд—Загреб. Оспособљавање ове пруге извршено је у веома кратком року ангажовањем омладинских радних бригада, припадника Југословенске армије и око 10.000 ратних заробљеника.[3]

### 17. јун
- У Београду, од 17. до 19. јуна, одржан Први конгрес Антифашистичког фронта жена Југославије (АФЖЈ). Конгресу је присуствовало око 1.500 делегата из целе земље, а као почасни гост присуствовао је маршал Југославије Јосип Броз Тито. Реферате на Конгресу су поднеле Митра Митровић и Вида Томшич, а на крају Конгреса изабран је Централни одбор од 82 и Извршни одбор од 20 чланова. За председницу Централног одбора изабрана је Спасенија Цана Бабовић, а за потпредседницу Ката Пејновић.[3]
- У Загребу, од 17. до 21. јуна, одржан Први конгрес Уједињеног савеза антифашистичке омладине Хрватске (УСАОХ). На крају Конгреса донета је Резолуција и упућен Проглас омладини Федералне Државе Хрватске.[3]

### 25. јун
- У Љубљани, од 25. до 27. јуна, одржан Други конгрес Уједињеног савеза антифашистичке омладине Словеније (УСАОС).[4]

### 26. јун
- У Сан Франциску представник Југославије, Станоје Симић (амбасадор ДФЈ у Вашингтону), заједно са представницима још 49 земаља, потписао Повељу о оснивању Организације уједињених нација (ОУН), која је ступила на снагу 24. октобра исте године.[4]